# Franciscus Duarenus
Franciscus Duarenus (sinonímia: François Douaren, Franz Duarein), foi um jurista francês e professor de Direito da Universidade de Bourges.
Nasceu em Saint-Brieuc, França em 1509 e morreu em Bourges, em 23 de Julho de 1559.

## Vida
Estudou em Paris sob o comando de Guilherme Budé e trabalhou como advogado para o Parlamento de Paris.  Em 1538, ele foi chamado para lecionar em Bourges.  Em razão de uma amarga disputa com Eguinaire François (1495-1550), ele abandonou a cadeira e ficou em Paris até a morte de Baro (=Eguinaire François) em 1550, depois do que Duarenus voltou para dar aulas em Bourges.
Assim como seus compatriotas Jacques Cujas (1520-1590), François Hotman e Hugo Donellus, Duarenus foi um dos principais representantes da escola humanista legal  que tinha o pensamento dentro da ciência do direito romano no continente europeu.  Estes professores franceses de direito do século XVI utilizaram os métodos filológicos dos humanistas italianos aos textos legais.  Era objetivo deles atingir uma compreensão historicamente mais acurada dos textos do Corpus Iuris Civilis romano.
Além dos inúmeros comentários sobre o direito romano, Duarenus escreveu uma obra avançada para a época a respeito do direito das obrigações romana, Commentarius de pactis (1544), que influenciou enormemente as teorias modernas sobre as obrigações.  O seu programa de estudos de 1544, De ratione docendi discendique iuris epistola, foi a primeira declaração do mos gallicus, a metodologia humanística francesa para uma educação mais elevada.  Os seus conteúdos mais importantes - estudos da linguagem, aulas introdutórias sobre os fundamentos do códifo de Justiniano, uma abordagem metódica baseda nas leis do direito romano - vieram a ser implementados na maioria da faculdades de direito da Europa.

## Obras

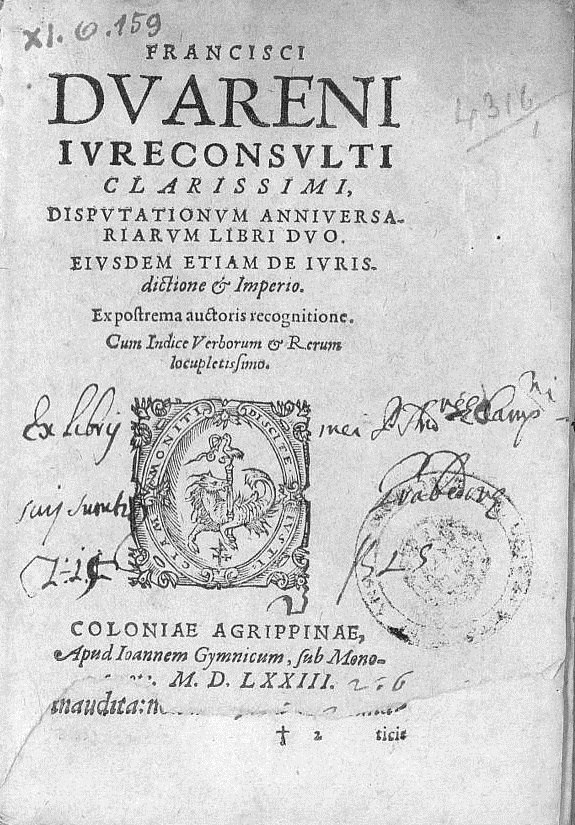
Disputationes anniversariae, 1573

- Disputationes anniversariae (em latim). Köln: Johann Gymnich. 1573